# Wołkowysk-Miasto
Wołkowysk-Miasto (biał: Станция Ваўкавыск-Горад, ros: Волковыск-Город)) – stacja kolejowa w Wołkowysku, w obwodzie grodzieńskim, na Białorusi, obsługiwana przez baranowicką administrację Kolei Białoruskich. Ważny węzeł kolejowy.